# Хронологія світових рекордів з шосейної спортивної ходьби на 35 кілометрів серед чоловіків
Світові рекорди зі спортивної ходьби на 35 кілометрів визнаються Світовою легкою атлетикою з-поміж результатів, які показали легкоатлети на шосейній дистанції, за умови дотримання встановлених вимог.
Світова легка атлетика ввела цю дисципліну спортивної ходьби до переліку тих, в яких можуть бути ратифіковані світові рекорди, у 2022 році. Одночасно з введенням було встановлено пороговий час у 2:22.00, якому має дорівнювати або який має перевищувати перший результат, що може бути ратифікований як світовий рекорд. Перший такий результат був показаний японцем Масаторо Кавано у жовтні 2024.

## Хронологія рекордів
| Результат                              | Атлет                  | Місто змагань | Дата змагань | Примітки          | Відео |
| -------------------------------------- | ---------------------- | ------------- | ------------ | ----------------- | ----- |
| 2:21.47                                | Кавано Масатора Японія | Такахата      | 27.10.2024   | [ 1 ] [ 2 ]       |       |
| 2:21.40                                | Еван Данфі Канада      | Дудінце       | 22.03.2025   | [ 3 ] [ 4 ]       |       |
| 2:20.43                                | Массімо Стано Італія   | Подєбради     | 18.05.2025   | [ 5 ] [ 6 ] [ 4 ] |       |
| 0 років, 49 днів від дати встановлення |                        |               |              |                   |       |